# فرق شیعه
فرق شیعه یا فرق الشیعه کتابی است از حسن بن موسی نوبختی (ابومجمد نوبختی) که به تاریخ و ایجاد فرقه‌های شیعه از آغاز تا پایان سده سوم هجری می‌پردازد. این کتاب به زبان عربی است توسط محمدجواد مشکور و امیرحسین خنجی ترجمه شده است. نویسنده در این کتاب بدون هیچ اظهار نظر شخصی و تنها در مقام عالم کلامی، شرح حال و تاریخ چهارده فرقه شیعه را شرح داده است.